# Rudice
Rudice su naseljeno mjesto u sastavu općine Bosanski Novi, Republika Srpska, BiH.

## Stanovništvo
| Rudice             |              |
| godina popisa      | 1991.        |
| Srbi               | 437 (96,68%) |
| Hrvati             | 1 (0,22%)    |
| Muslimani          | 2 (0,44%)    |
| Jugoslaveni        | 10 (2,21%)   |
| ostali i nepoznato | 2 (0,44%)    |
| ukupno             | 452          |